# Denis Caignet
Pour les articles homonymes, voir Caignet.
Denis Caignet est un chanteur, compositeur et instrumentiste français de la fin du XVIe siècle et du premier quart du XVIIe siècle, mort en novembre 1625 et actif à Paris.

## Carrière

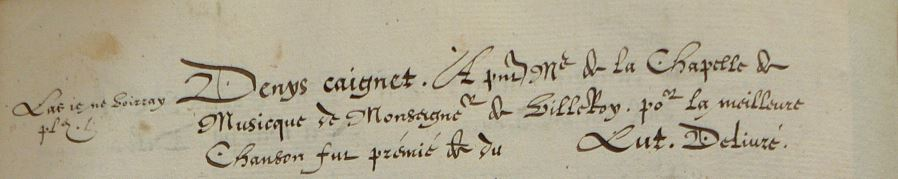
Mention du prix de Denis Caignet au puy de musique d'Evreux (1587). AD Eure : D3 f. 125v.

Il est probablement originaire de Picardie (où son nom est très fréquent) et a dû naître vers 1560-1565. La dédicace de son livre d’airs de 1597 indique qu’il est entré très jeune au service de Nicolas III de Neufville de Villeroy, dit « Legendre » (1525-1598). En 1587 il gagne un prix au puy de musique d’Évreux pour sa chanson Las je ne voyrrai plus et la mention qui en est faite dans les registres du puy nous renseignent sur son occupation présente :
Denys Caignet. À présent Me de la chapelle de Musicque de Monseigneur de Villeroy, pour la meilleure chanson fut prémié de du Lut.
On voit par ce prix qu’il avait déjà accédé à une certaine renommée. Dès septembre 1600, il est cité comme secrétaire de la Chambre du roi dans un acte qui concerne le luthiste Robert II Ballard.
Dès 1614 il est mentionné comme joueur de viole de la Chambre sous Louis XIII, office qu’il a semble-t-il tenu jusqu’à sa mort. En 1615, Marie de Médicis l’a gratifié de 200 lt pour son service pendant un voyage en Poitou et en Bretagne.
Dès février 1619, il est cité comme tuteur de Catherine, Nicole, Jean, Marguerite, Claude et Guillaume Watier, enfants de son beau-frère décédé Claude Watier huissier au parlement et d’Anne Berthelot.
Il est enterré le 10 novembre 1625 à Saint-Germain-l’Auxerrois, l’année même de la publication de ses psaumes pour voix et luth. Le fait qu’il ait publié les 50 premiers psaumes de Desportes laisse entendre que les cent autres pouvaient être en chantier.

## Famille
Denis Caignet se marie le 29 janvier 1600 avec Catherine d’Asnières, fille de Nicole Vatier [Watier] et de Pierre d’Asnières, huissier à la Chambre des comptes. Sa femme lui survit jusqu’en septembre 1631 au moins et lui donne deux fils, prénommés tous deux Gabriel. Ils ont tous deux été musiciens : l'un violiste, l'autre luthiste.
Le 27 avril 1625, Denis Caignet était témoin du remariage de l'imprimeur-libraire Pierre I Ballard avec Anne Guiot, ce qui indique une amitié certaine entre les deux hommes ; celle-ci a pu avoir une influence sur le nombre important des publications de Caignet chez l'officine Ballard (quatre).
En 1600, Caignet demeurait rue Bertin-Poirée ; en 1616 rue de la Vieille-Pelleterie.

## Œuvres
Les œuvres de Caignet sont exclusivement en français.

### Œuvres profanes

La chanson "Hault & bas" la cheminée ", extraite du Rossignol musical (Anvers, Pierre II Phalèse, 1597). Paris BNF.

Les airs de Caignet se rapprochent du style de l’air mesuré, avec leur succession d’accords et leur rythme calqué sur la quantité des paroles.
- Airs de court. Mis en musique à 4, 5, 6 & 8 parties. Par Denis Caignet. Paris : Adrian Le Roy & Robert Ballard, 1597. 5 vol. 8° obl. RISM C 33, Lesure 1955 n° 316.

Contient 30 airs à 4 voix, 5 airs à 5 voix, une Fricassée et 6 sonnets de 4 à 8 voix. Dédicace à Nicolas Le Gendre, seigneur de Villeroy. Sur le contexte de la parution de ce recueil et son dédicataire, voir Durosoir 1991 p. 36-37.
- Le Rossignol musical des chansons de divers et excellens autheurs de notre temps à quatre, cinq et six parties. Nouvellement recueillé & mises en lumière. Anvers : Pierre Phalèse, 1597. 5 vol. 4° obl. RISM 159710. Réédité en 1598 (RISM 15985.

Contient 1 chanson à 4 voix et trois à 6 voix, non encore publiées. Numérisé sur [gallica.bnf.fr/ark:/12148/btv1b8528543t Gallica].

### Œuvres spirituelles

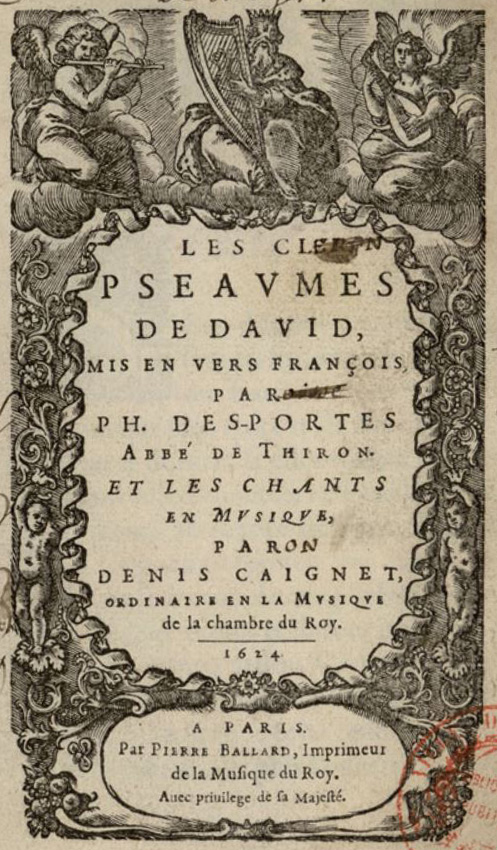
Page de titre des Psaumes de Denis Caignet (Paris, 1624). Bourges BM.

Le fait que Philippe desportes ait été un protégé de Nicolas III de Neufville, patron de Caignet, pourrait être à l'origine du rapprochement entre le poète et le musicien.
- Cinquante pseaumes de David, mis en vers françois, par Philippe Desportes... et mis en musique à 3, 4, 5, 6, 7 & 8 parties... - Paris : Pierre I Ballard, 1607. 6 vol. petit 4°. RISM C 30, Guillo 2003 n° 1607-B.

Contient 50 psaumes dans un ordre non consécutif et le Cantique de Siméon, parmi lesquels 6 ont deux ou trois versets harmonisés à la suite. Dédicace à Charles de Neufville (1566-1642), marquis d'Alincourt et seigneur de Villeroy, fils du dédicataire du volume de 1597, gouverneur de Lyon à partir de 1612. Contient aussi deux pièces liminaires en l’honneur de Caignet.
- La Pieuse alouette avec son tirelire. Le petit cors, et plumes de notre alouëtte sont chansons spirituelles... Valenciennes : Jan vervliet, 1621. 1 vol. 8°. RISM 16219.

Contient 5 pièces à 1 voix de Caignet, provenant de son recueil de 1597.
- Les CL Pseaumes de David, mis en vers françois, par Philippe Desportes... les chants en musique. Paris : Pierre I Ballard, 1624. 1 vol. 8°. RISM C 31, Guillo 2003 n° 1624-B.

Outre les 150 psaumes traduits par Desportes, contient le Cantique de Siméon, la Prière d’Ezéchiel, 2 paraphrases et 3 hymnes. Dédicace au roi Louis XIII. Contient aussi quelques pièces liminaire latines ou française, dont certaines portent ses anagrammes « In Sion tui decus agis » et « Ô tu ni cygnus Isaides ».
On connaît l'acte de cession du privilège d'impression de l’ouvrage, cédé par Thibaut Desportes, frère de Philippe Desportes à l’imprimeur Pierre Ballard, daté du 17 août 1623 (Paris AN : MC VI, 428), transcrit dans Guillo 2003.
La totalité des mélodies de ce psautier a été introduite dans la base NEUMA, où elles peuvent être recherchées et comparées. On trouve une analyse de ces mélodies dans Desmet 2015.
Numérisé par la BVH : voir ici.
- Cinquante pseaumes de David, mis en vers françois par Philippe Desportes... et en musique, et sur le luth. Paris : Pierre I Ballard, 1625. 1 vol. 4°. RISM C 32, Guillo 2003 n° 1625-C.

Dédicace au cardinal de Richelieu, et deux pièces liminaires anonymes. L’ouvrage contient les 50 premiers psaumes de Desportes, avec le Cantique de Siméon, la Prière d’Ezéchiel, 2 paraphrases et 3 hymnes.

## Réception
Caignet est cité dans l’Harmonie universelle de Marin Mersenne (1636), dans le Livre second des chants, p. 96 :
« L'on peut aussi rapporter tous les chants que Goudimel, Claudin le Jeune, du Caurroy, Caignet, et les autres ont donné aux Psalmes mis en vers françois, et toutes les chansons spirituelles aux chants ecclesiastiques, puis qu'ils servent à elever l'esprit à la contemplation des choses divines, et consequemment qu'ils suivent le but et le dessein de l'Eglise. »

## Discographie
- French psalms of catholic & Huguenotes : Claude Le Jeune, Samuel Mareschal, Jacques Mauduit, Pascal de L’Estocart [et Claude Goudimel, Denis Caignet (Ps. 1 et 94), Jean Planson, Eustache Du Caurroy, Charles de Courbes et Guillaume Châtillon de La Tour]. Ensemble Sagittarius, dir. Michel Laplénie. 1 CD Etcetera, réf. B00N8AV9XQ (2014).